# نورونیا
آلفردو ادواردو بارتو ده فریتاس نورونیا با اختصار نورونیا (پرتغالی: Noronha; ۲۵ سپتامبر ۱۹۱۸ – ۲۷ ژوئیهٔ ۲۰۰۳) بازیکن فوتبال اهل برزیل بود.
از باشگاه‌هایی که در آن بازی کرده‌است می‌توان به باشگاه ورزشی پورتوگیزا، باشگاه ورزشی واسکو دوگاما، باشگاه فوتبال سائو پائولو، و باشگاه فوتبال گرمیو اشاره کرد.
وی همچنین در تیم ملی فوتبال برزیل بازی کرده‌است.